# Голубые горы (Австралия)
Голубые горы (англ. Blue Mountains) — горы в штате Новый Южный Уэльс, часть Большого Водораздельного хребта. Название своё получили из-за сизоватого смога, вызванного испарениями эвкалиптов, окрашивающего горы в сизовато-голубые оттенки при взгляде на них издали. Выделяются в отдельный регион.
Голубые горы находятся на границе городской черты Сиднея и тянутся к западу примерно на 50 км.
Высота гор 1190—1360 м над уровнем моря Горы изрезаны каньонами глубиной 300—800 м.
Геологически Голубые горы разделены рекой Кокс на западную известняковую с карстами и восточную песчаниковую части.
Климат субтропический, осадков — 1000—1800 мм в год.
Растительность представлена в основном эвкалиптами и древовидными папоротниками, в более засушливой западной части — участки саванн. Именно из-за высокого содержания в воздухе взвесей эфирного масла, выделяемого более 90 видами эвкалиптов, горы были названы «голубыми».

## Объект Всемирного наследия ЮНЕСКО
В западной части Голубых гор расположен одноимённый национальный парк. На территории района расположена и часть другого национального парка — Уоллеми. Район больших Голубых гор (англ. Greater Blue Mountains Area) объявлен объектом всемирного наследия ЮНЕСКО. Этот объект наследия включает восемь различных охраняемых территорий, главная ценность которых состоит в том, что они демонстрируют эволюционное развитие и многообразие эвкалиптовых лесов Австралии.
Голубые горы часто посещают туристы, однако в некоторые охраняемые участки доступ ограничен.
Главным поселением территории считается городок Катумба — бывшая шахтёрская столица этого края. В его окрестностях расположены основные туристические объекты — горы, пещеры, водопады. Совсем недалеко находится и самая крутая в мире (по степени уклона трассы) горная железная дорога Катумба. Уклон трассы достигает 122 % (50,7°). Изначально эта дорога, длина которой всего 415 метров, строилась для подъёма угля и сланца, добываемых на шахте, расположенной в закрытой горной котловине. Но теперь дорога реконструирована и используется исключительно как туристический объект.
В честь Голубых гор получили своё название новозеландские горы Блу-Маунтинс.

## Галерея

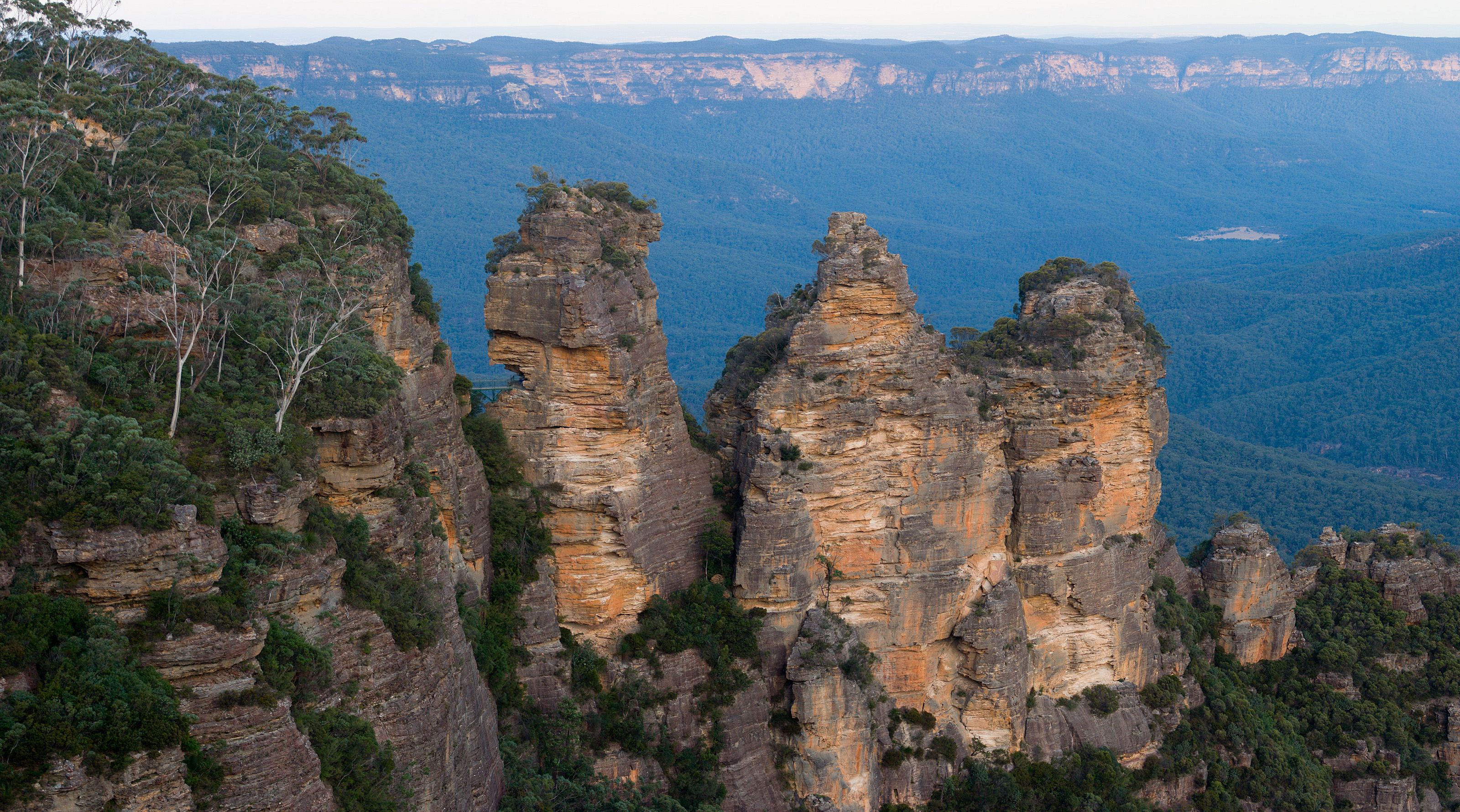
Три сестры
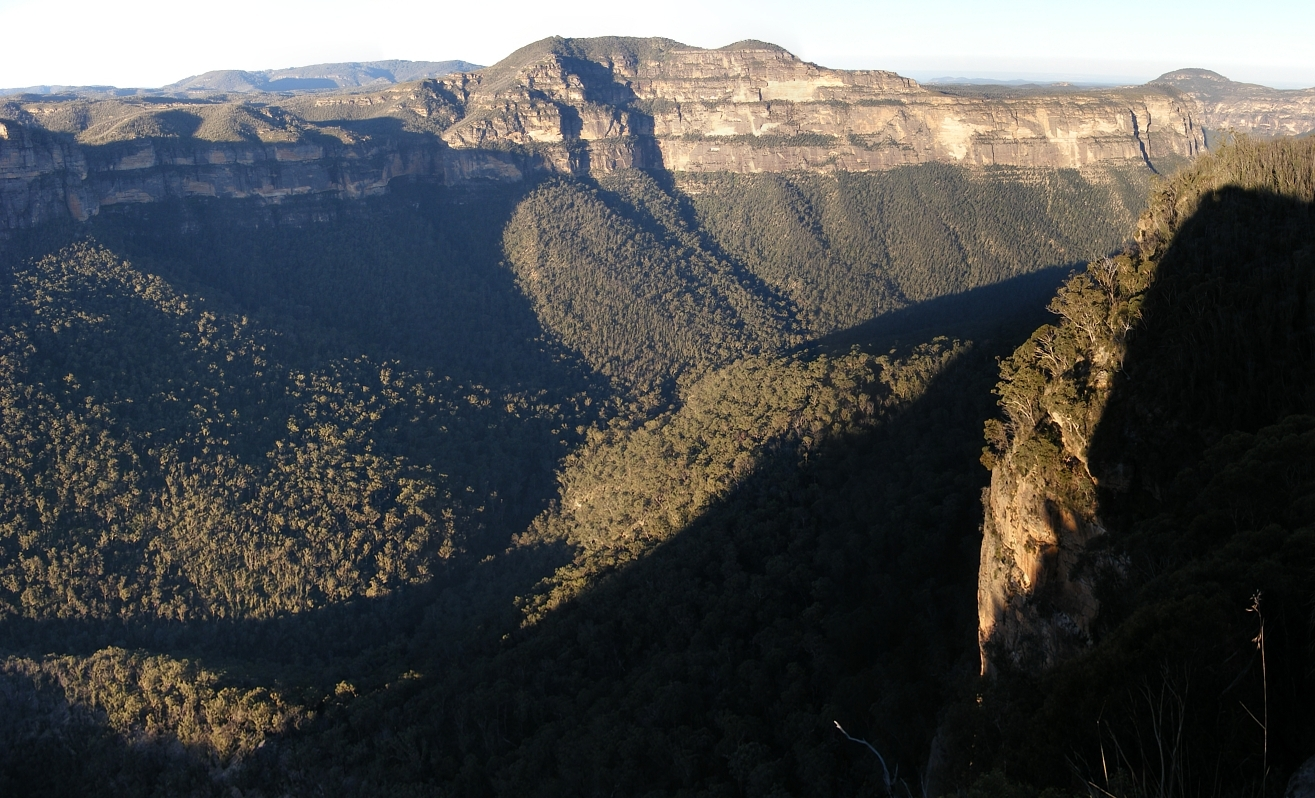
Каньон в Голубых горах
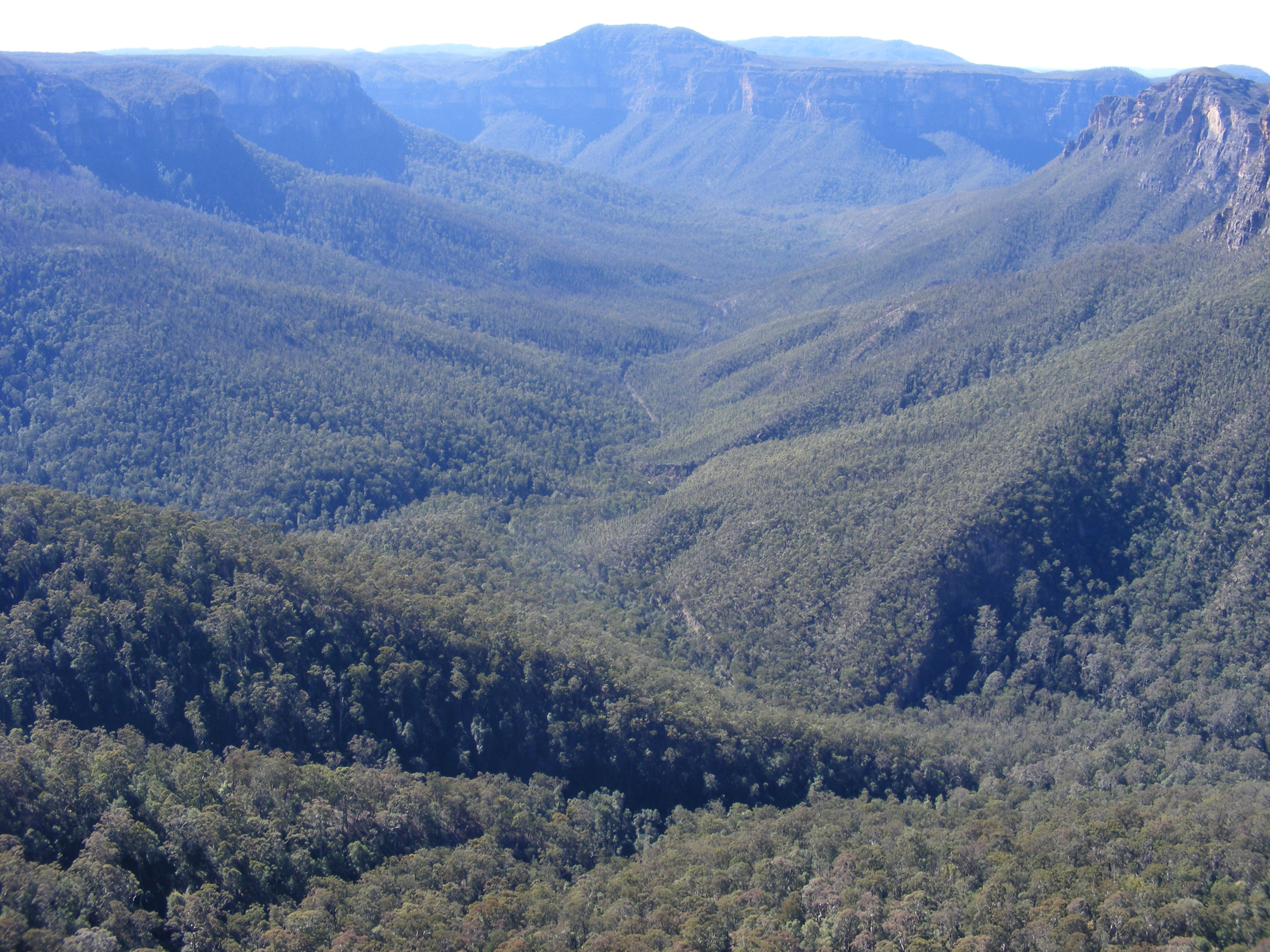
Пейзаж Голубых гор
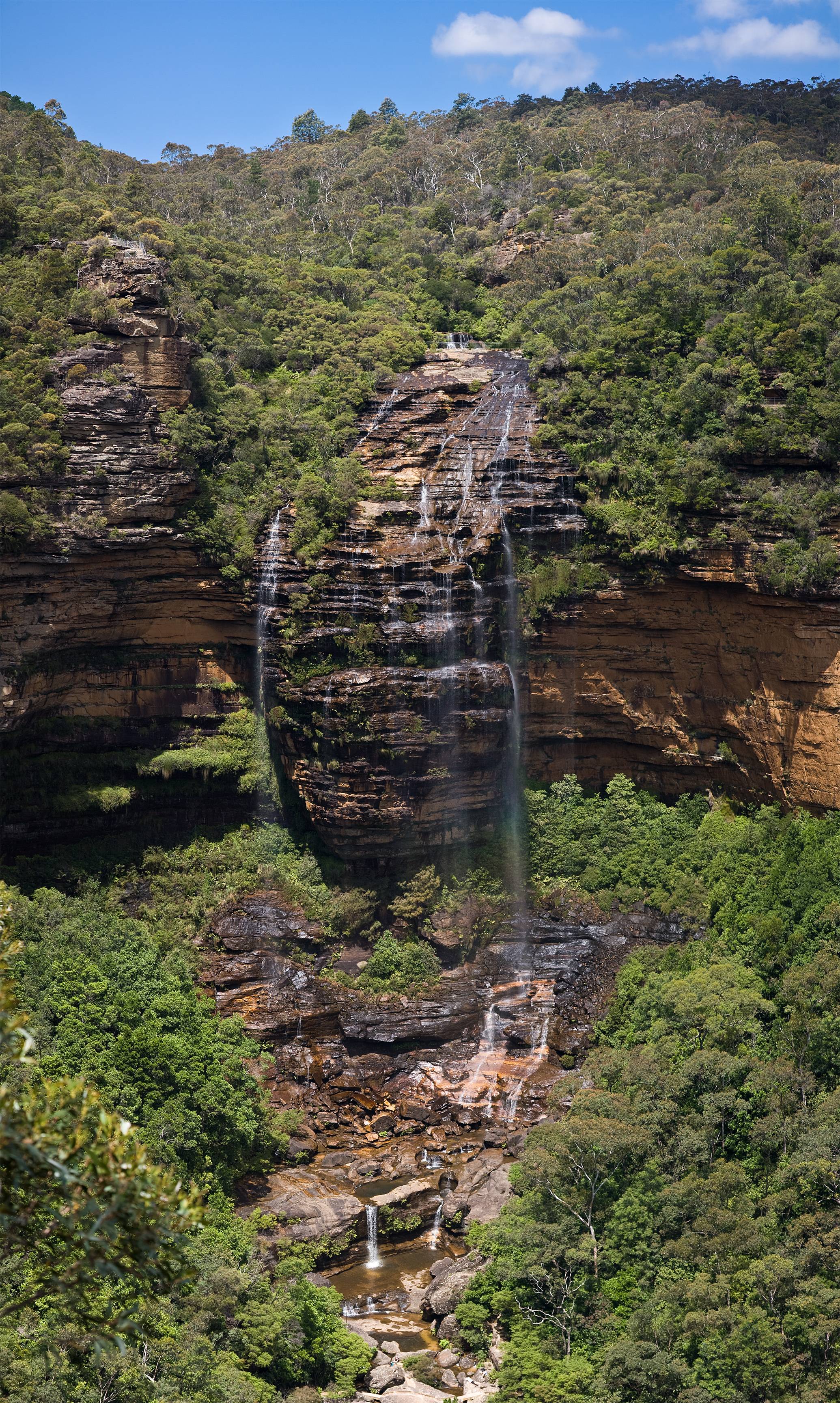
Водопад в Голубых горах